# Modern Baseball/The Hundred Acre Wood
Modern Baseball/The Hundred Acre Wood es el segundo álbum split de la banda estadounidense pop punk Modern Baseball y su tercer material de estudio. El EP es compartido con la banda The Hundred Acre Wood.

## Antecedentes
Modern Baseball se formó en la Universidad de Drexel en Filadelfia en 2012, donde los amigos de la escuela Brendan Lukens y Jake Ewald comenzaron a escribir canciones de rock independiente con influencias de pop-punk. En 2011 grabaron en los estudios de la universidad de Drexler de manera independiente su primer EP The Nameless Ranger que más tarde sería distribuido por el sello discográfico Lame-O Records. En 2012 Modern Baseball grabó su primer split EP Couples Therapy compartido con la banda emo de Pensilvania Marietta, el EP al igual que el primero fue grabado en la universidad de Drexler y distribuido por Lame-O. El 27 de noviembre Modern Baseball lanza su primer álbum de estudio mediante Lame-O con el cual obtiene más popularidad. El 16 de julio de 2013 mediante Lame-O Records Modern Baseball lanza su segundo split EP, el cualcontiene dos canciones de Modern Baseball y dos canciones de The Hundred Acre Wood. la masterización fue hecha por Ryan Schwabe, la mezcla por Pat Laundas y Winthrop Stevens, la fotografía por Allison Newbold, y la imagen de cubierta por Jake Ewald. La grabación del alnum se realizó en la universidad de Drexler.

## Lista de canciones
| N.º   | Título                                      | Duración |  |
| 1.    | «240»                                       | 2:19     |  |
| 2.    | «Re-Do»                                     | 3:18     |  |
| 3.    | «All I Love (The Hundred Acre Woods)»       | 3:18     |  |
| 4.    | «Left of The hill (The Hundred Acre Woods)» | 1:44     |  |
| 10:59 |                                             |          |  |

## Personal
Modern Baseball
- Brendan Lukens - Voz, Guitarra rítmica
- Jake Ewald - Guitarra líder, Voz
- Ian Farmer - Bajo , Voz
- Sean Huber - Batería, Voz

Otros
- Jake Ewald - cubierta del álbum

- Ryan Schwabe - masterización

- Pat Laundas - mezcla

- Winthrop Stevens - mezcla

- Allison Newbold - fotografía

- Jake Ewald - producción